# Ion Barbu (caricaturist)
Ion Barbu (n. 6 iulie 1953, Petroșani) este un caricaturist român, membru al Uniunii Artiștilor Plastici din România, profesor la Școala Superioară de Jurnalism din București (cursul Caricatura de Presă), participant la numeroase expoziții naționale și internaționale la care a câștigat 30 de premii.
A colaborat cu caricaturi la cotidienele Adevărul, România liberă (1993 – 1995), Evenimentul zilei, Ziua (din 1995), precum și la publicațiile săptămânale Academia Cațavencu (din 1994), Suplimentul de Cultură (din 2004) și Dilema Veche (din 1998).

## Activitate
Ion Barbu a participat la peste 400 de expoziții din România și din străinătate și a câștigat aproximativ 50 de concursuri naționale și internaționale de caricatură. Caricaturile lui sunt publicate în ziare și reviste din România, dar și din străinătate: Szpilky (Polonia), Ludas Maty (Ungaria), Witty World (S.U.A.), Stârșel, Apropos (Bulgaria), Hurriet, Mylliet, Cumhurriet (Turcia), The Romanian Morning Star (Canada), Alto Adige, La Repubblica (Italia) etc.
Ion Barbu a organizat Salonul de Toamnă al Umorului din Petroșani (12 ediții, între anii 1976–1987) și Festivalul „Om Rău” din Petrila (între anii 2000 - 2005, 5 ediții și un parastas). A organizat primul festival de caricatură pe asfalt. Predă caricatura de presă la Școala Superioară de Jurnalism din București și este membru al Uniunii Artiștilor Plastici din România.
A fost coautor (timp de 5 ani) al serialelor „Caricaturiștii lumii” (în „Flacăra REBUS”) și „Cronica marilor festivaluri de caricatură” (în „REVISTA X”). Dintre volumele de caricatură publicate pot fi menționate Tratat de rienologie, literatură și caricatură de sertar, Miorița, manual alternativ pentru toate clasele și Tratat de înjurături.

## Premii
- LINGOTTO D’ARGENTO – Mostra Internationale del Disegno Umoristico Sportivo ANCONA – ITALIA – 1979.
- COPPA D’ARGENTO – Biennale de la Caricature VERCELLI – ITALIA – 1980.
- PREMIUL I - Mostra Internationale del Disegno Umoristico Sportivo ANCONA – ITALIA - 1981.
- PREMIUL SPECIAL AL JURIULUI  – Rasegna di Grafica Umoristica Internationale MONTECATINI – ITALIA – 1982.
- PREMIUL PRESEI – Biennale de la Caricature VERCELLI – ITALIA – 1982.
- PREMIUL SPECIAL AL JURIULUI – Mostra Internationale del Disegno Umoristico Sportivo, ANCONA – ITALIA – 1983
- PREMIUL SPECIAL AL JURIULUI  – Festival International du Dessin Humoristique ANGLET – FRANTA – 1985.
- PREMIUL PRESEI  – Internationale Kartoenale BERINGEN – BELGIA – 1985.
- PREMIUL SPECIAL AL JURIULUI  – Festival International du Dessin Humoristique ANGLET – FRANTA – 1986.
- PREMIUL II – International Simavi Cartoon Competition ANKARA – TURCIA – 1987.
- PREMIUL SPECIAL AL JURIULUI Mostra Internationale del Disegno Umoristico Sportivo ANCONA – ITALIA – 1987.
- PREMIUL III – Salon of AntiWar  KRAGUJEVAC – IUGOSLAVIA – 1989.
- PREMIUL PRESEI – Mostra Internationale del Disegno Umoristico Sportivo ANCONA – ITALIA – 1989.
- PREMIUL SPECIAL AL JURIULUI – Biennale de la Caricature VERCELLI – ITALIA – 1992.
- PREMIUL pentru UMOR POLITIC FORTE DEI MARMI – ITALIA - 1992.
- PREMIUL I  – Rassegna Internationale dell’ Umorismo “Humor – Fest” FOLIGNO – ITALIA – 1992.
- PREMIUL SPECIAL AL JURIULUI – International Nasredin Hodja Cartoon Contest AKSEHIR – TURCIA – 1992.
- PREMIUL SPECIAL pentru UMOR POLITIC – International Salon of Press Drawing PORTO ALEGRE - BRAZILIA – 1993.
- PREMIUL IV – Mostra Internationale del Disegno Umoristico Sportivo ANCONA – ITALIA – 1993.
- PREMIUL II – Mostra Internationale de Umorismo FOLIGNO – ITALIA – 1994.
- PREMIUL SPECIAL – International Cartoon Festival OKHOTSK – JAPONIA – 1995.
- PREMIUL “NASREDDIN HOGA” – International Cartoon Competition AKSEHIR - TURCIA – 1995.
- PREMIUL I – International Cartoon Festival LANGNAU IN EMMENTAL LANGNAU - ELVETIA – 2001.
- MEDALIA de BRONZ – INTERNATIONAL CARTOON FESTIVAL SEUL – COREEA – 2004.
- PREMIUL SPECIAL AL JURILUI – INTERNATIONAL CARTOON FESTIVAL ANKARA – TURCIA – 2005.
- PREMIUL CLUBULUI ROMAN DE PRESĂ BUCUREȘTI – 2005.

## Decorații
- Ordinul național „Steaua României” în grad de Cavaler (1 decembrie 2000) „pentru realizări artistice remarcabile și pentru promovarea culturii, de Ziua Națională a României”[4]

## Expoziții personale
- THE WORLD CARTOON GALLERY (1991), SKOPJE – MACEDONIA.
- “IL POLITICARIUM” la Palazzo Mediceo Saravezza (1992), FORTE DEI MARMI – ITALIA.
- THE INTERNATIONAL CARTOON CONTEST NASREDIN HODJA (1993), AKSEHIR – TURCIA.
- ANADOLU UNIVERSITY (1993), ESKISEHIR – TURCIA.
- “INTERNATIONAL CONFERENCE HUMOUR” (1993), LUXEMBOURG.
- THE WORLD CARTOON GALLERY (1994), ANKARA – TURCIA.
- “INTERNATIONAL CONFERENCE OF HUMOR” (1995), BIRMINGHAM –ANGLIA.
- “THE INTERNATIONAL FESTIVAL OF CARTOON IN ART” (1997), ANKARA – TURCIA, ca reprezentant al Academiei Cațavencu.
- CENTRUL CULTURAL ROMAN (1999), NEW YORK - S.U.A.
- THE HOUSE OF HUMOUR & SATIRE (2002), Gabrovo, Bulgaria.
- MEMORIALUL SIGHET (2002).
- TÎRGUL INTERNAȚIONAL DE ARTE VIZUALE (2002), BUCUREȘTI.
- "LA CONDITION ROUMAINE" la CENTRE CULTUREL FRANCAIS de IASI (???), IASI.
- "ADRIAN NASTASE – TRATAT DE AROGANTA"  (2003), Cornel Florea Gallery, BUCURESTI.
- EURO LITERA TUR (2005), MANGALIA.

## Ilustrație de carte
- Maurice T. Maschino, “Pornostroika”, Editura Nemira, 1994
- Otto Staininger. “WiderWITZIG”, Editura Locker, Austria, 1994
- Almanah ACADEMIA CAȚAVENCU. Academia Catavencu 1995 - prezent.
- GHID ELECTORAL - ACADEMIA CAȚAVENCU, 1996.
- MANUALUL de CULTURA CIVICA (clasa a VII- a si a VIII-a), Humanitas Educational 1999, 2000.
- S. Shapiro et al. CUM DEVENIM PARINTI MAI BUNI. (Humanitas 1999).
- MANUALUL de MASS MEDIA, Academia Catavencu 2001.
- Calin-Andrei Mihailescu. CALINDAR de NOAPTE. Ed. Curtea Veche 2003.
- Siniša Dragin. PRIMAVARA E O ALTA TARA. Ed. Cartea Romaneasca 2003.
- Ioan Buteanu et al. COMPETENTA IN MASS MEDIA. Ed. Humanitas Educational & Agentia de Monitorizare a Presei 2004.
- Alex Stefanescu. JURNAL SECRET. Ed. Corint 2005
- Șerban Foarță: 69 - O Kamasutra pentru intelectuali, 152 p., Editura Art, 2011, SBN 978–973–124–609–3[5]

## Cărți
- Calendar cu 365 de ilustrații (Ed. Litera 1995).
- Tratat de înjurături, împreună cu Tudor Octavian (Ed. Oscar Print 1996)
- Cartea albă, seacă, rece și fără sifon a guvernării Văcăroiu, Ed. Ziua, 1997.
- Duminica orbului, surdului și mutului, Ed. Nemira 1997.
- Lăsata și ridicata secului, Ed. Nemira 1997.
- Cartea alba a caricaturii de presă, Editată de Academia Cațavencu 1998.
- Tratat de rienologie 1, împreună cu Ion D. Sirba, Literature & drawer cartoon, Ed. Scrisul Românesc 1999.
- Nutzi, spaima constituții – Jurnal de Cotroceni, împreună cu Ioan Groșan, Ed. Scrisul Românesc 1998.
- Tratat de înjurături - II, împreună cu Tudor Octavian, Ed. Oscar Print 1998.
- Tratat de rienologie 2, împreună cu Ion D. Sirbu, Ed. Genesis 1999.
- Dicționarul cinicului aproape perfect, Ed. Ha, Ha & Ha 2003.
- Antologia poeziei românești de la S la XXL, Ed. Ha, Ha & Ha 2003.
- Adrian Năstase – Tratat de aroganță, Ed. Ziua 2003.
- Bad man festival album, Ed. Ha, Ha & Ha 2004.
- Ion Iliescu – Convorbiri cu Nina, Ed. Ziua 2004.
- Cultura bumbacului, Ed. Ha, Ha & Ha 2004.
- 11 secunde, Ed. Ha, Ha & Ha 2004.
- Psihopolitica – fals tratat de psihopatologie socială, împreună cu Florin Tudose, Ed. Psyche 2004.
- Cercul artiștilor dispăruți, Ed. Humanitas Educational 2005.
- Antologia poeziei românești la zid, (coordonator), Editura Polirom, 2006[6]
- Colonia rîsa-plînsa, (coordonator), Editura Polirom, 2006[6]
- Odă la vodă, Editura Polirom, 2007[6]